# 이노우에 데쓰지로

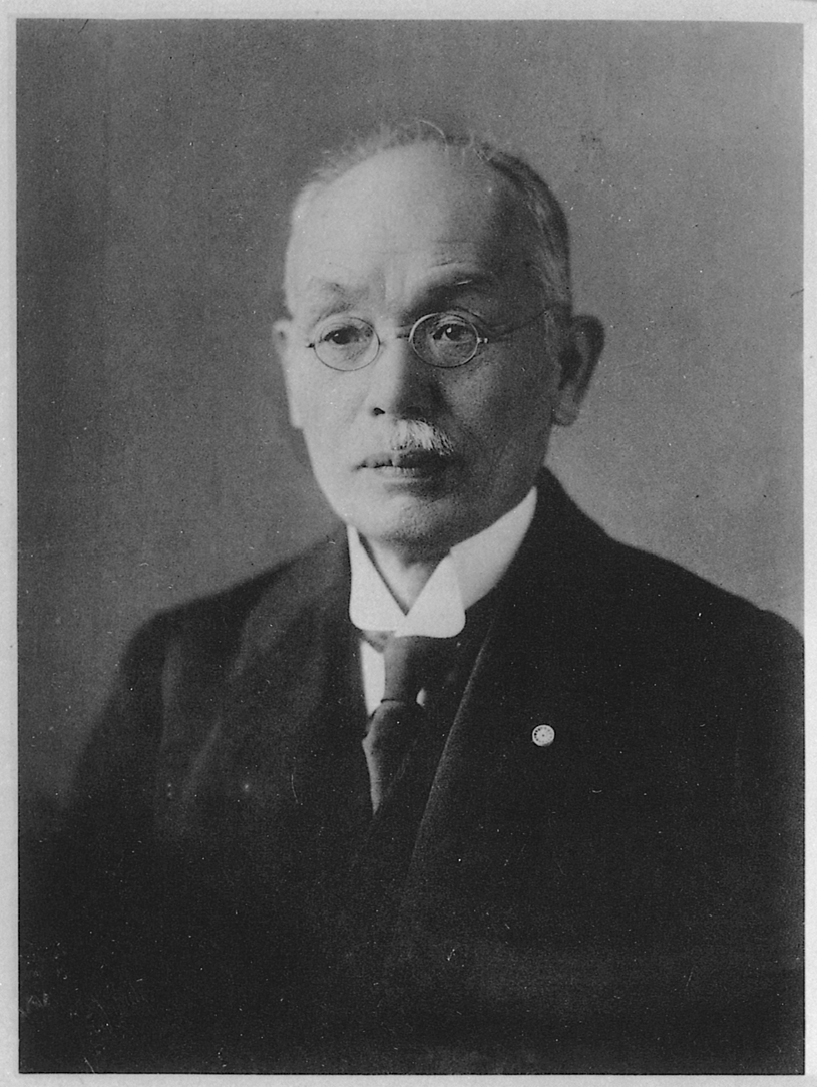

이노우에 데쓰지로(일본어: 井上 哲次郎: 1856년 2월 1일(안정 2년 12월 25일)-1944년(소화 19년) 12월 7일)는 일본의 철학자・시인이다. 호는 손헌(巽軒). 형이상(形而上, Metaphysical)이라는 한역어의 고안자이며, 기독교를 일본의 국체와 양립할 수 없는 것으로 파악하고 기독교도는 국가에 불충한 것이라고 공격했다.
치쿠젠국 태생. 서양철학을 일본에 소개하여 제국대학에서 일본인 최초의 철학 교수가 되었다. 또한 동양철학 연구의 개척자이기도 하며, 정치적 이데올로그였고, 신체시 운동의 선구자이기도 하다. 대동문화학원 제2대 총장 등을 역임했다.
치쿠젠국 다자이후에서 의사 후나코시 토시타츠(船越俊達)의 3남으로 태어났다. 메이지 원년 하카타에서 영어를 배우고 1871년 나가사키의 영학숙 광운관에 입학. 1875년 동경개성학교에 입학. 1877년 동경대학에 입학해 철학과 정치학을 전공했다. 1880년 졸업, 졸업식 학생대표를 맡았다. 이후 문부성 어용괘(御用掛)가 되어 『동양철학사』를 편찬하기 시작했다.
1882년 동경대 조교수. 동년 토야마 마사카즈, 야타베 료키치와 『신체시초』를 간행했다. 1884년 독일 유학(하이델베르크 대학교, 라이프치히 대학교, 베를린 대학교), 1890년 귀국해 동경제국대학 문학과 교수가 되었다. 1891년 박사학위를 받고 1895년 동경학사회원(제국학사원의 전신) 회원으로 임명되었다. 1898년 동경제대 문과대 학장이 되었고 1923년 퇴직했다. 1924년 10월부터 1925년 11월까지 초대 귀족원 제국학사원회원의원을 지냈다. 1925년에는 대동문화학원 제2대 총장에 취임했다.
하라 탄잔에게서 배운 불교에서 힌트를 얻어 이노우에 엔료 등과 함께 원융실재론을 제창했다.
국가주의의 입장에서 종교에 대한 국가의 우월성을 주장했다. 기독교도 우치무라 칸조가 교육칙어 봉독식에서 천황 친필 서명에 절하지 않은 불경사건 당시 기독교를 격렬히 비난하고 우에무라 마사히사와 논쟁했다. 그 밖에도 체제 측의 이데올로그로서 메이지 정부의 도덕주의 사상계의 칼잡이 대장 노릇을 했다. 그러나 국민도덕으로서의 교육칙어에 한계를 느끼고 세계도덕을 설파하기에 이르렀으며, 원융실재론을 원용하여 국민도덕과 세계도덕의 모순을 해소하고자 했다.
1927년 『우리 국체와 국민도덕』에서 “삼종신기 가운데 검과 거울은 없어졌고, 지금 남아있는 것은 모조품”이라고 썼다가 토야마 미츠루 등 국가주의자들에게 불경이라고 비판받아 책은 발매금지 처분되고 공직을 사직했다.